# Municipio de Temascalapa
El municipio de Temascalapa es uno de los 125 municipios que integran el Estado de México y uno de los 10 municipios que integran la región Ecatepec. Se encuentra ubicado al noreste de Toluca, la capital mexiquense y al norte de la Ciudad de México, capital del país del mismo nombre. Colinda al norte y al occidente con el Estado de Hidalgo -con los municipios de Tolcayuca y Villa de Tezontepec y con el municipio de Tizayuca, respectivamente-. Al suroeste linda con Tecámac, al sur con el municipio de Teotihuacán y San Martín de las Pirámides, y al este con el municipio de Axapusco, todos ellos en el Estado de México. Actualmente es uno de los 60 municipios que componen la Zona Metropolitana del Valle de México, de la cual depende económicamente.
Al crearse el estado de Hidalgo en el año de 1848, Temascalapa quedó como territorio limítrofe bajo la jurisdicción del estado de México, con dos alcaldías mayores: una en Temascalapa y la otra en Teocalco. No obstante, el municipio de Temascalapa se fundó como tal el 19 de junio del año de 1899, durante el Porfiriato.

## Integración territorial (localidades)
El municipio está integrado por 12 poblados:
- Ixtlahuaca de Cuauhtémoc
- San Bartolomé Actopan
- San Juan Teacalco
- San Luis Tecuahutitlán
- Santa Ana Tlachiahualpa
- San Miguel Atlamajac
- San Cristóbal Colhuacán
- Santa María Maquixco -El Alto-
- San Mateo Teopancala
- Las Pintas
- Presa del Rey
- Temascalapa -cabecera municipal-

En el territorio, también pueden encontrarse algunas rancherías, entre ellas, la más conocida se denomina:
- El Chopo

De la misma forma, podemos encontrar algunas colonias que, por su extensión, podrían considerarse poblados:
- Álvaro Obregón
- Belén
- Xalapa

Y el conjunto urbano habitacional:
- Ex - Hacienda de Paula

Teniendo como superficie, un total de 177.31 kilómetros cuadrados.

## Geografía

### Orografía
El Cerro Gordo o Tecmiltepetl es la elevación más alta no solo del municipio sino también del Valle de Teotihuacán, y aunque es compartido con otros dos municipios más, Temascalapa alberga una tercera porción de la totalidad. El resto de municipio está compuestos por cerros de baja altitud como el Cerro de Paula y lomeríos que desaparecen en entre el Valle de Teotihuacán y el Valle de Tizayuca.

### Hidrografía
Debido a que el municipio carece de ríos y arroyos, el abasto de agua potable se da principalmente a través de pozos de agua, algunas personas utilizan el agua pluvial que se acumula en jagüeyes (bordos de tierra que acumulan agua pluvial) y presas, sin embargo esta agua no es para consumo humano, sino más bien para consumo ganadero.

### Clima
Los estudios geográficos han constatado que el pueblo goza de un clima templado subhúmedo o mejor dicho templado semiseco, aquí las heladas son una constante anual y permite solo una cosecha al año. La atmósfera ambiental en este territorio puede alcanza temperaturas que van de los 10 a los 25 °C, la presencia de este ámbito climático depende mucho de la latitud en que se sitúa, es decir estamos hablando que Temascalapa se encuentra entre los 2240 y 2650 metros sobre el nivel del mar, esta altura superficial varia de acuerdo a que en Temascalapa existen planicies y algunas elevaciones altas, como el Cerro Gordo y Cerro de Paula.

### Fauna

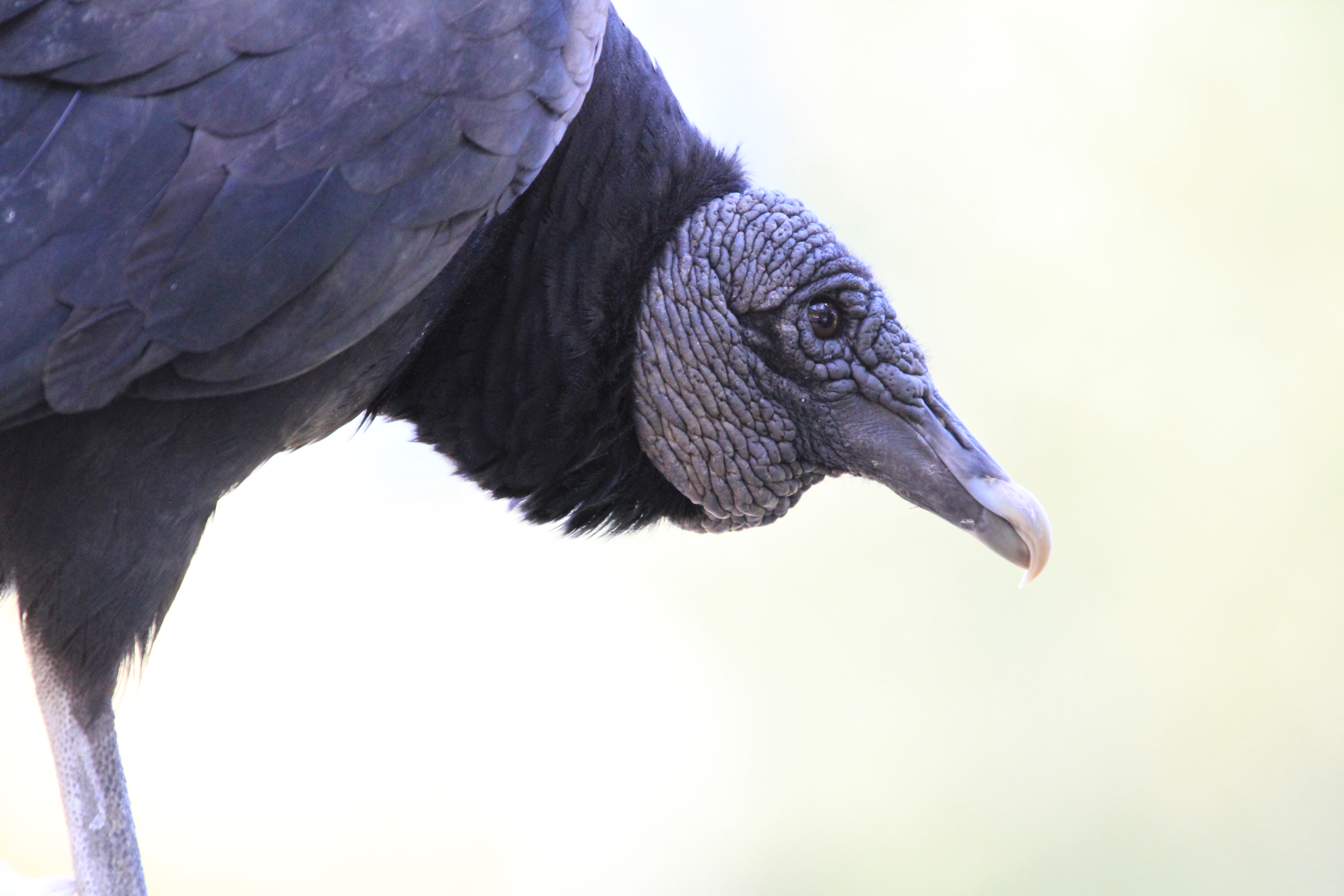
Zopilote negro

La fauna del municipio está básicamente compuesta por algunos animales silvestres como: tlacuache, zorrillo, liebre o más conocida como conejo de campo ardilla, tuza, armadillo y el coyote. Estos dos últimos mamíferos en peligro de extinción por toda la región. En cuestión de aves, podemos hacer mención del zopilote, águila real, pato silvestre, golondrina, lechuza, paloma, colibrí, cenzontle, cigüeña de campo. 
Entre los reptiles,  podemos mencionar la rana, sapo, serpiente de cascabel, víbora cencuate, lagartija. Cabe mencionar al ajolote, que si bien, en la actualidad es muy raro encontrarlo en los jagueyes o presas del municipio. Es una especie muy rara y que está en peligro de extinción en todo México. Hay algunos animales de los cuales se han encontrado restos óseos en el municipio y que se sospecha predominaron en algún pasado, estos son el venado y el gato montes, o en náhuatl conocido como ocelote.

### Flora
La flora en el municipio está predeterminada por las condiciones climáticas de las cual goza esta región. El clima semi húmedo permite que en Temascalapa se de vegetación de tipo cactáceas, matorrales y algunas flores y plantas medicinales. En los árboles, se menciona la palmera, el trueno, el fresno y la mezquita son comunes en el pueblo, sin embargo, el árbol más predominante y que dota de identidad al municipio es el piru o pirul, este árbol se caracteriza por el desparrame de sus ramas muy frondosas y tener un especial olor. De hecho las ramas y hojas de este árbol son comúnmente utilizadas dentro del Temazcal. En cuanto a las cactáceas podemos decir que el órgano, el cardón, el abrojo, la biznaga, el maguey, y el nopal de tuna y verdura, son los más sobresalientes de la región. Muchas plantas medicinales se dan de igual manera en estos campos, ejemplo de ello son: el ajenjo, la higuerilla, la sábila, la hierbabuena, la ruda, el peshto, el cedrón, la escobilla, el marrubio, la mejorana, el romero, el sopacle, la manzanilla, y el matorral muy conocido como huizache. Las flores silvestres representativas de este municipio son las flores de San Juan, y los girasoles de campo.

## Política y gobierno

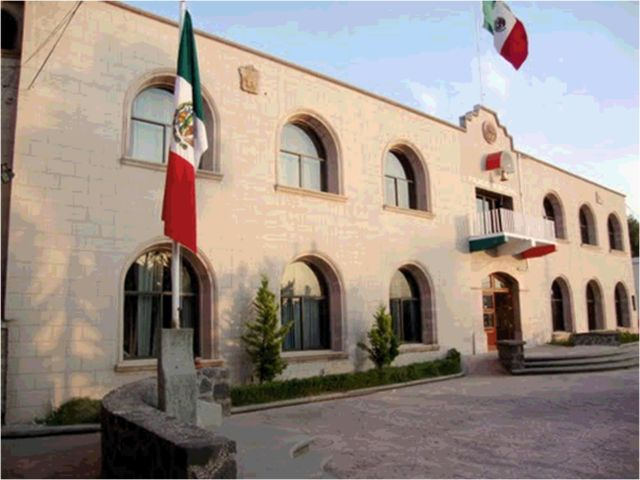
Palacio Municipal de Temascalapa

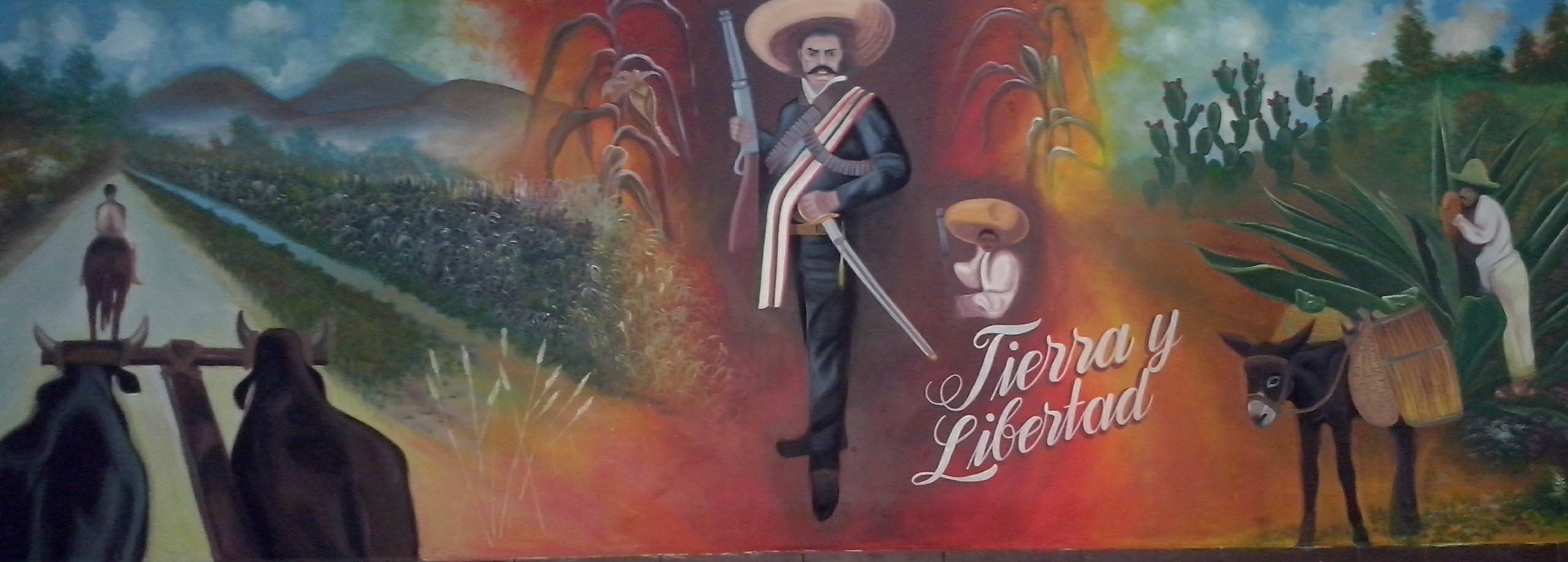
Mural Tierra y Libertad en la Casa Ejidal de Temascalapa

El gobierno oficial del municipio esta acaparado por un ayuntamiento, el cual está presidido por un Presidente Municipal, un Síndico y un cabildo integrado por 7 regidores, 4 electos por mayoría y 3 por el principio de representación proporcional. El ayuntamiento permanece en su cargo por un periodo de tres años reelegibles para el periodo siguiente o de manera no consecutiva, el periodo gubernamental inicia el día 1 de enero del año inmediato a la elección.

### Representación legislativa
Para la división territorial de distritos electorales a los que pertenece el municipio y donde son electos sus respectivos diputados locales y federales se encuentra dividido de la siguiente manera:
Local:
- 33 Distrito Electoral Local del Estado de México con cabecera en Ojo de Agua,Tecámac.[5]

Federal:
- Distrito electoral federal 5 del Estado de México con cabecera en Teotihuacán de Arista.[6]

| Presidente municipal        | Periodo   |
| --------------------------- | --------- |
| Amado de Lucio Luna         | 1994-1996 |
| Lázaro Juárez Austria       | 1997-2000 |
| Lucio Sosa Fernández        | 2000-2003 |
| Ireneo Jiménez Jiménez      | 2003-2006 |
| Joaquín Islas Pérez         | 2006-2009 |
| Mauricio Copca Fernández    | 2009-2012 |
| Guillermo Fernández Palafox | 2012-2015 |
| Hector Quezada Quezada      | 2015-2021 |
| Quirino Meneses Vivaldo     | 2022-2024 |

## Economía

### Agricultura y cultivo

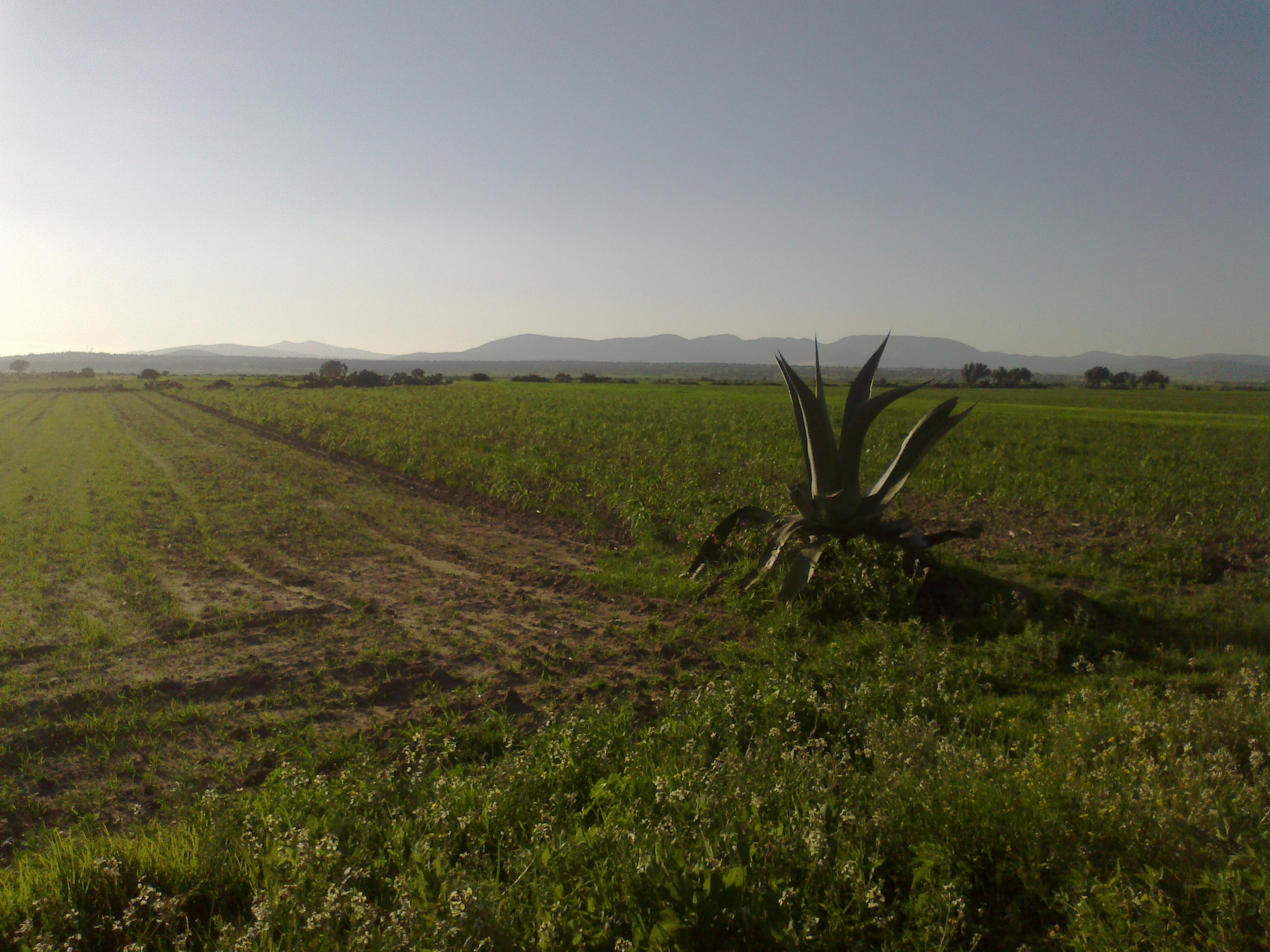
Clima y Campo Temascalapa.

El trabajo de la tierra en el municipio de Temascalapa produce en mayor cantidad maíz blanco, algunos campesinos logran intercalar en sus maizales cosecha de cebada, frijol y calabaza. El campo temascalapense también produce cebada, avena y en menor medida habas. Y aunque la planta que da la semilla de chia no ha sido tomada en cuenta por los campesinos, también se da en estos territorios.
Además de lo anterior, Temascalapa es también un excelente productor de nopal, tuna blanca, roja y xoconoscle, al igual que sus vecinos del Valle de Teotihuacán. La máxima producción de tuna o higo chumbo se da principalmente en los meses de agosto y septiembre.
En este municipio el arado junto con la yunta ha caído en desuso, y aunque algunos campesinos siguen labrando el campo de esta manera tradicional, el tractor y otras tecnologías agrícolas han desplazado las prácticas tradicionales de producción agrícola.

### Minería
Los principales minerales que se extraen del municipio son la piedra de tezontle y el tepetate, los cuales son utilizados en la industria de la construcción.

### Turismo

Plaza Principal de Temascalapa

#### Centro Histórico de Temascalapa
La cabecera municipal, antiguamente llamada San Francisco Temascalapa, es un pueblo antiguo de mucha tradición y de costumbres muy arraigadas, se ha conservado su arquitectura tradicional de piedra.
Sin lugar a dudas, la fiesta patronal en honor a San Francisco de Asís, es la festividad más sobresaliente de la comunidad. Llega gente de los municipios más cercanos, pero de igual manera acuden multitudes muy casualmente de la Ciudad de México. En estas fechas la artesanía, las muestras gastronómicas, los juegos pirotécnicos y mecánicos, grupos de danza, música y baile, convierten la noche del 4 de octubre en una magnífica verbena popular.

#### Cerro Gordo o el Tecmitepetl

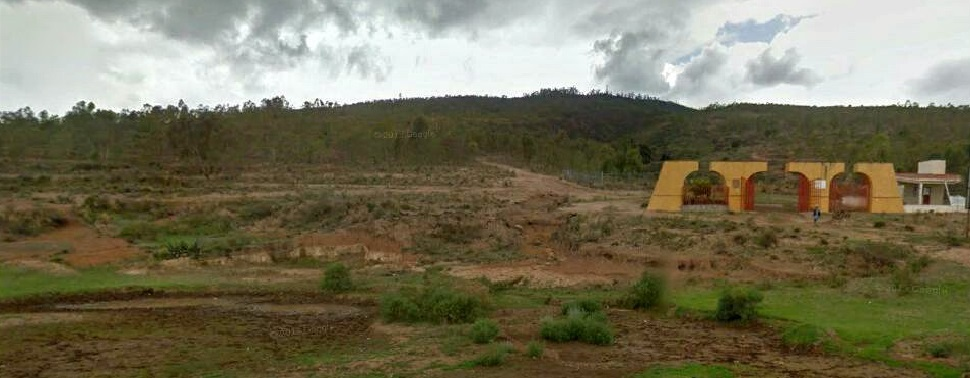
Arcos en Parque Estatal Cerro Gordo

Se considera que este cerro es la elevación más alta no solo del municipio, sino también del Valle de Teotihuacán, y aunque es compartido con otros dos municipios más, Temascalapa alberga una tercera porción de la totalidad. En la localidad de San Cristóbal Coluhacan se encuentra la entrada al Parque Estatal Cerro Gordo. Este parque ecoturístico es muy visitado por gente que le atrae el montañismo, la caminata, el ciclismo extremo y el paseo en 4x4. El día de la semana con más afluencia de visitantes es principalmente los días domingos.

#### Presa Tezontepequito
Este embalse de agua pluvial es un lugar acostumbrado por los residentes y visitantes. El lugar está hecho para disfrutar un momento de descanso fuera de la cotidianidad; la gente alrededor de la presa puede degustar de un día de campo placentero a lado de toda la familia. Se caracteriza por tener una compuerta de más de 20 metros, además de estar rodeada por un suave pasto y algunos árboles de pirúl que dan una extensa sombra. La compuerta fue construida e inaugurada con ayuda del gobierno federal en el mandato del Presidente Adolfo Ruiz Cortines.

#### Tianguis tradicional de fin de semana
Si bien el tianguis es una práctica económica popular, gente visitante de distintos lugares, inclusive del Distrito Federal, viene a disfrutar de la muestra gastronómica que brinda el municipio. En el Tianguis de la Plaza de la Constitución podemos encontrar una extensa variedad de platillos, desde barbacoa, quesos y mixiotes, hasta los típicos antojitos mexicanos. En algunos otros tianguis del municipio se vende pulque natural y curado, además de otras bebidas refrescantes.

#### Recreación social

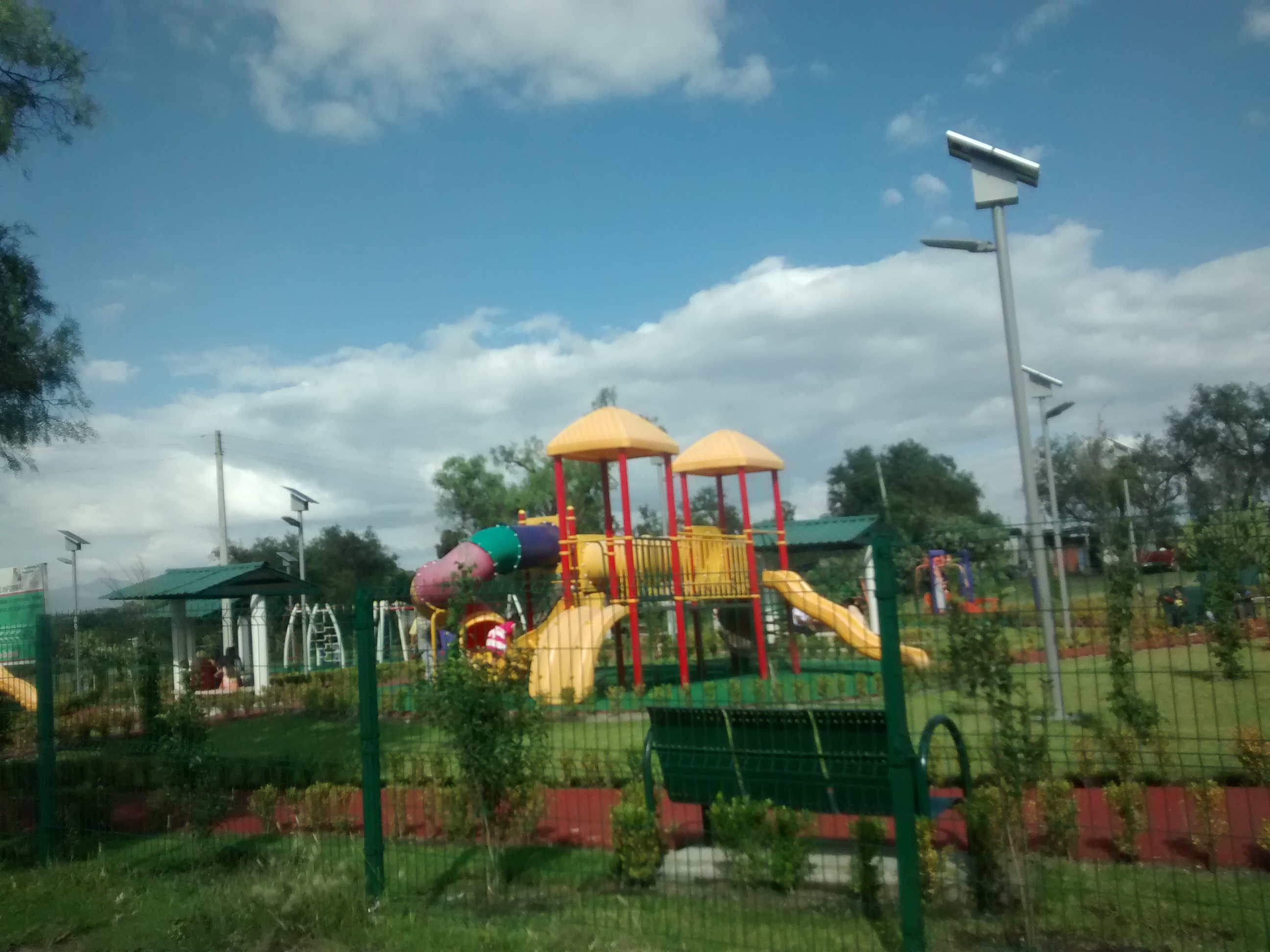
Área Verde Urbana Nayarit

El municipio aunque contados espacios de recreación social, se pueden mencionar algunos dentro de la cabecera municipal, la Plaza de la Constitución, el Quiosco, Casa de Cultura Temazcalli, la Unidad Deportiva de Temascalapa, Área Verde Urbana Nayarit y el recién inaugurado Centro Deportivo el Algibe, según la tradición oral, este último lugar antes de haber sido cancha de fútbol y basquetbol, era un enorme jaguey donde los rebaños podían beber agua, pero a orilla de este coexistía una pileta natural de agua que era utilizada para consumo humano, este compartimento de agua era más conocido como el algibe.
En las demás localidades también se cuenta con algunos parques, centros deportivos y plazas cívicas.

## Demografía

### Población total del municipio
De acuerdo al Censo de Población y Vivienda de 2020 realizado por el Instituto Nacional de Estadística y Geografía la población total del municipio de Temascalapa es de 43,593 habitantes.

### Demografía de las principales localidades
El municipio de Temascalapa tiene una totalidad de 29 localidades, las principales y su población en 2010 son las siguientes:
| Localidad                      | Población |
| Total Municipio                | 36 787    |
| Temascalapa                    | 6 314     |
| Santa Ana Tlachihualpa         | 5 981     |
| San Luis Tecuahutitlán         | 5 694     |
| San Bartolomé Actopan          | 3 889     |
| Ixtlahuaca de Cuauhtémoc       | 3 468     |
| San Juan Teacalco              | 2 970     |
| San Miguel Atlamajac           | 2 988     |
| Las Pintas                     | 1 020     |
| San Mateo Teopancala           | 973       |
| Santa María Maquixco (El Alto) | 956       |

## Religión
Si bien es cierto que la mayor parte de la población en Temascalapa es devota de la religión católica, no podemos descartar que en este municipio también coexisten otras congregaciones religiosas, como son: iglesias pentecostales, Congregaciones Cristianas y metodistas, Testigos de Jehová, además de algunas iglesias que se autodenominan evangélicas.

## Transporte

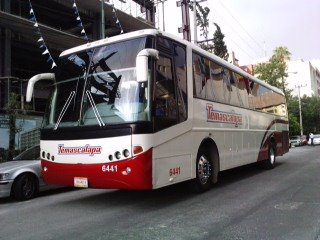
Autobuses Temascalapa

### Transporte público
El municipio cuenta con diversos medios de transporte para moverse dentro y fuera del municipio, taxis, vagonetas colectivas y servicio de larga distancia a través de autobús.
Los autobuses con base en la Ciudad de México con destino a Temascalapa, podemos encontrarlos en la terminal del Metro Martín Carrera (Línea 4 y 6) que metan como objetivo dos rutas principales. La primera cubre el itinerario Metro Martín Carrera - Tecamac - Tizayuca - Temascalapa - Santo Domingo Aztacameca. La segunda ruta asegura el viaje Metro Martín Carrera - Tecamac - Tizayuca - Temascalapa - San Bartolomé Actopan.
Las vagonetas colectivas cuentan con una amplia variedad de rutas que se expanden por todo el municipio, sin embargo algunas otras rutas logran conectarse con algunos municipios cercanos, como Tecamac, San Martín de las Pirámides, Otumba, Axapusco, Tizayuca, entre otros.

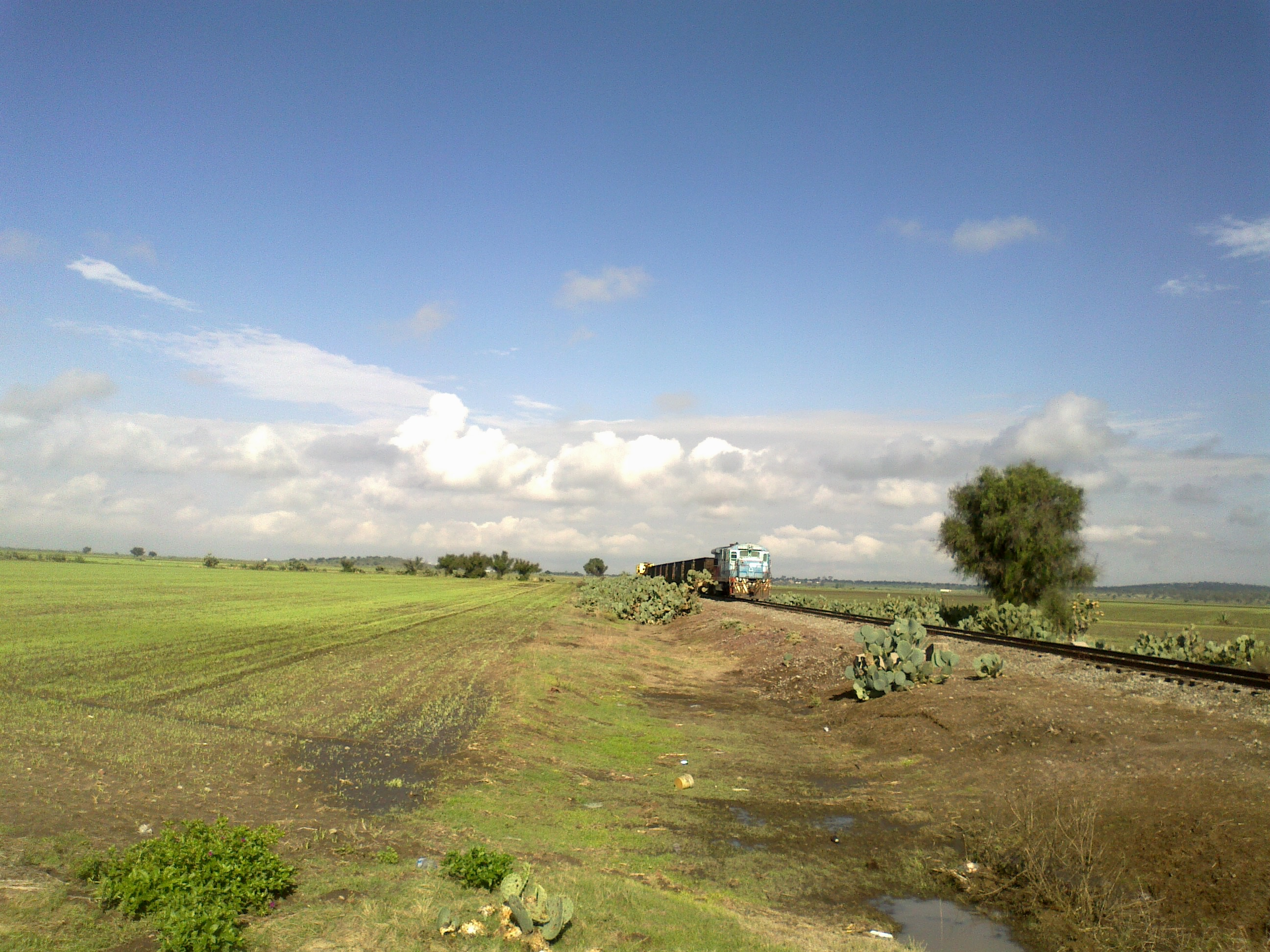
Tren al margen de Temascalapa e Ixtlahuaca de Cuauhtémoc

Como dato sobresaliente acerca del tema, en la comunidad de Ixtlahuaca de Cuauhtémoc se cuenta con el económico y ecológico servicio de bici-taxis, es de las pocas comunidades del área metropolitana de la Ciudad de México que todavía conservan este peculiar medio de transporte.

### Ferrocarril
El municipio además de lo anterior, también cuenta con algunas vías férreas por donde pasan diariamente trenes cargueros de uso industrial. Si bien hoy este medio de transporte está descontinuado para su uso de pasajeros, no puede omitirse que anteriormente la comunidad de Presa del Rey contaba con una estación de tren para este uso público. Hoy en día lo que queda de esta vieja estación de tren es una arquitectura rústica.